# Jean Blancheur
Pour les articles homonymes, voir Blancheur.
 (juin 2023).
Jean Blancheur est un acteur français.

## Filmographie

### Cinéma
- 1951 : Sans laisser d'adresse de Jean-Paul Le Chanois : l'homme cherchant dans les ordures
- 1953 : L'Ennemi public numéro un d'Henri Verneuil : un prisonnier marchant dans la cour
- 1954 : Le Mouton à cinq pattes d'Henri Verneuil : un croque-mort
- 1955 : Sur le banc de Robert Vernay : un homme au cimetière
- 1955 : Des gens sans importance d'Henri Verneuil : M. Constantin, le mari de l'avorteuse
- 1958 : Les Misérables de Jean-Paul Le Chanois (film tourné en deux époques)
- 1958 : Madame et son auto de Robert Vernay : Verdeau
- 1960 : Le Capitan d'André Hunebelle
- 1961 : Le Miracle des loups d'André Hunebelle
- 1961 : Auguste de Pierre Chevalier : un administrateur
- 1962 : Les Mystères de Paris d'André Hunebelle
- 1962 : La Poupée de Jacques Baratier : le chauffeur
- 1963 : Ballade pour un voyou de Claude-Jean Bonnardot : Sébastien
- 1964 : Monsieur de Jean-Paul Le Chanois : un consommateur
- 1964 : Fantomas d'André Hunebelle : un témoin au portrait-robot
- 1964 : Tintin et les Oranges bleues de Philippe Condroyer
- 1964 : Un monsieur de compagnie de Philippe de Broca : un ami de Socratès
- 1965 : Le Majordome de Jean Delannoy : un condamné qui hante l'esprit du juge
- 1965 : Journal d'une femme en blanc de Claude Autant-Lara : un spectateur et le mari de la femme handicapée
- 1966 : Le Jardinier d'Argenteuil de Jean-Paul Le Chanois : un homme au commissariat
- 1974 : La Bonzesse de François Jouffa : le vieux client
- 1978 : Les Petites Filles de Francis Leroi

### Télévision
- 1961 : Le Temps des copains (série télévisée) : un logeur (ép. 3) / l'accordeur de pianos (ép. 74 : non crédité)
- 1962 : Le Théâtre de la jeunesse (série télévisée) : un maréchal
- 1971 : Les Enquêtes du commissaire Maigret, épisode Maigret aux assises de Marcel Cravenne : un juré (non crédité)
- 1974 : Beau-François (téléfilm) : un des braves gens
- 1978 : Au théâtre ce soir (série télévisée)